# Lygephila viciae
Lygephila viciae là một loài bướm đêm trong họ Erebidae.

## Hình ảnh

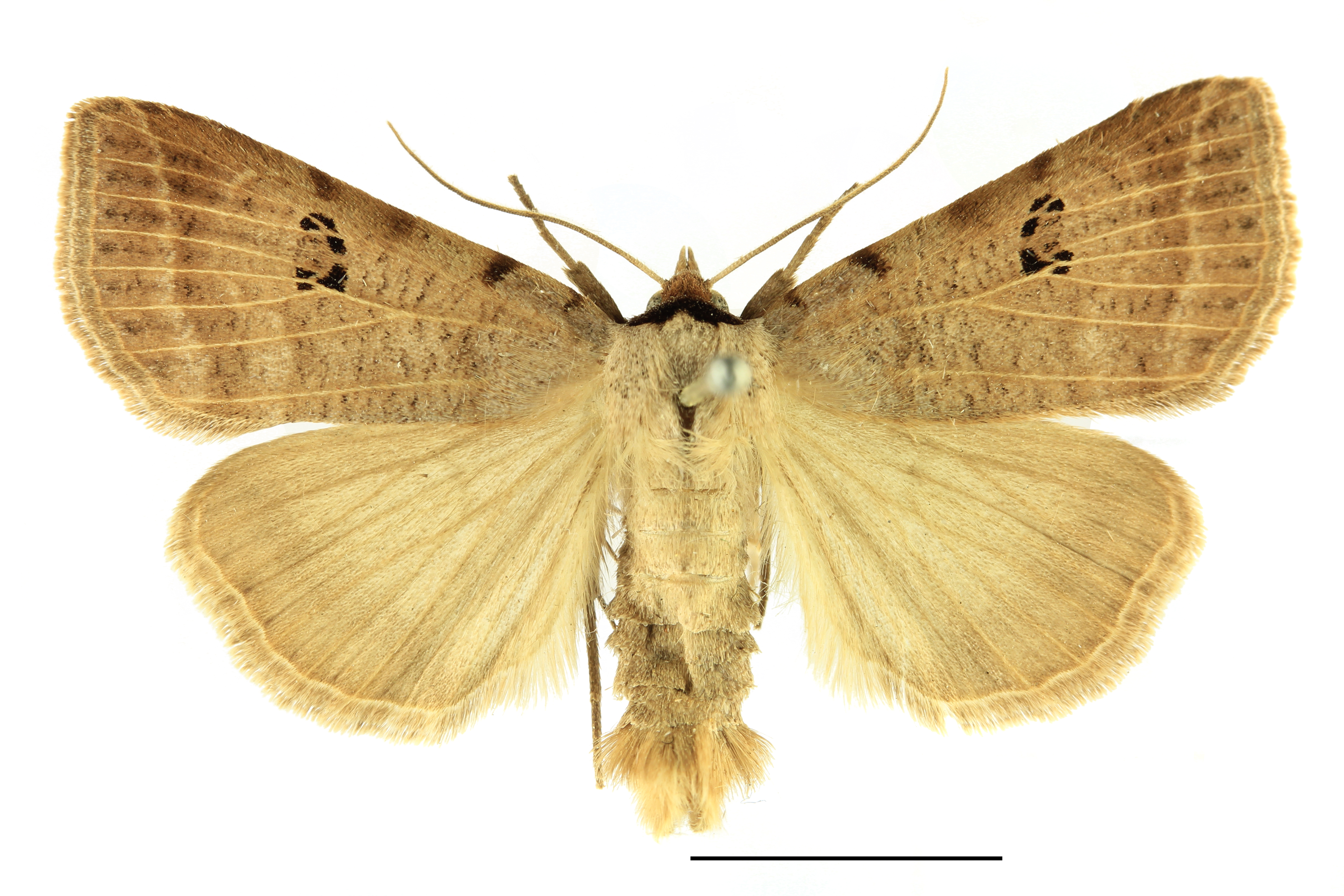
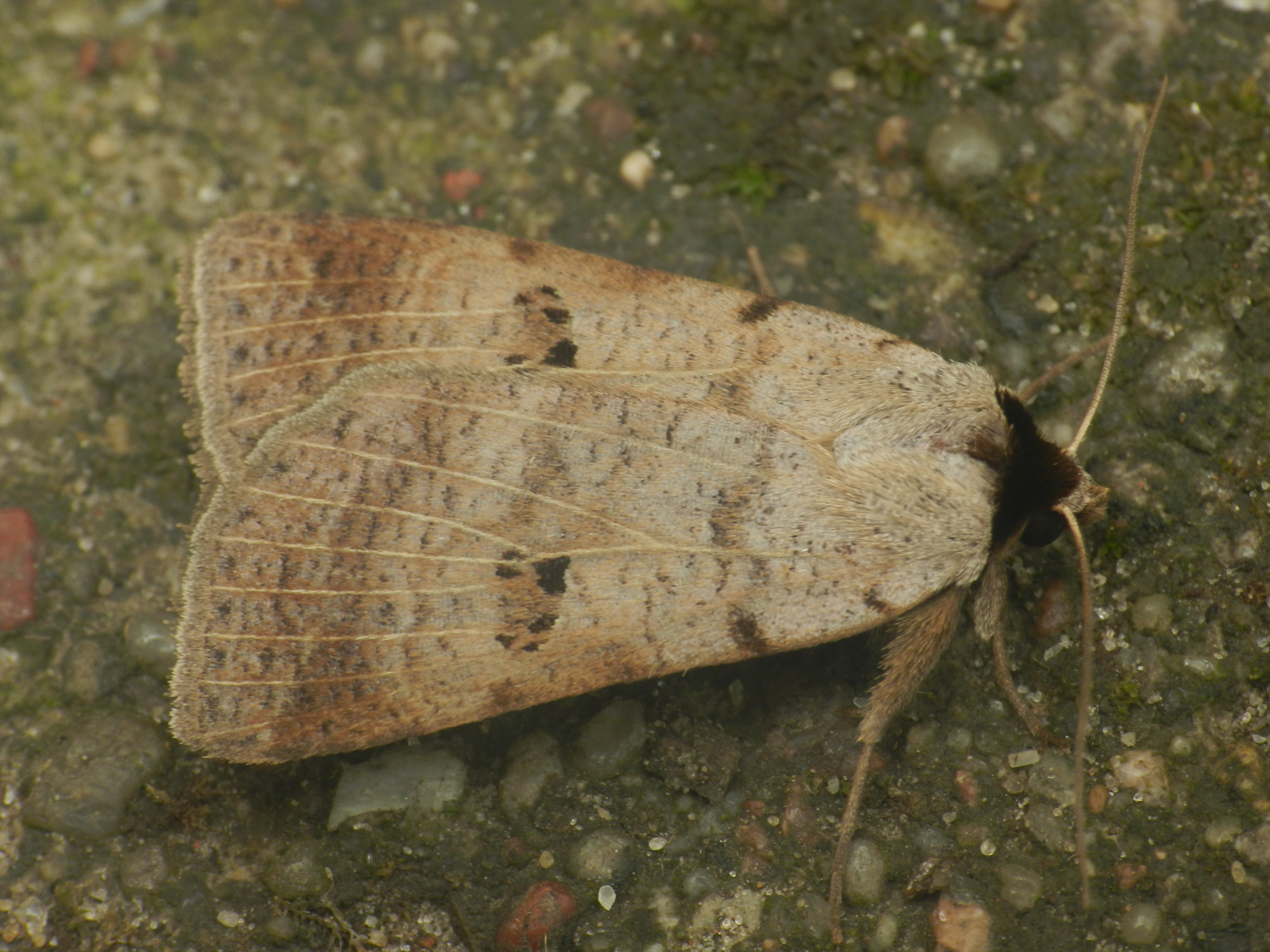